# ウンドロサウルス
ウンドロサウルス（学名:Undorosaurus）は、 後期ジュラ紀のオフタルモサウルス科に属する魚竜の属。化石はロシア西部から知られる。なお、亜科レベルでの分類学上の位置には諸説ある。

## 発見と分類
ウンドロサウルスは模式種 U. gorodischensis の模式標本が発見されて初めて知られることとなった。タイプ標本は部分的な頭骨を含む立体的に保存された骨格 UPM EP-II-20 (527) であり、Gorodische に位置するヴォルガ川の付近にある Epivirgatites nikitini ammonoid zone から発掘された。第2の種である U. trautscholdi は、モスクワ州  Mnevniki から左側の前ビレの断片が発見され、Arkhangelsky と N.G. Zverkov が2014年に記載した。
Maisch と Matzke は2000年の論文でウンドロサウルスをオフタルモサウルスの種として扱ったが、Storrs らが同年に標本の歯の形態に基づいてこれに反論した。クリス・マクゴワンと藻谷亮介は2003年の論文で、完全には座骨と恥骨が融合していないこと、そして歯列が大きいことをオフタルモサウルスとの明瞭な差異として指摘し、ウンドロサウルスをオフタルモサウルス科の有効な属と考えた。ウンドロサウルスが有効であることは数多くの論文執筆者が認めており、最初にシノニムであると提唱した Maisch までもが2010年の論文で認めている。
また、2019年1月24日に公開された論文によると、スヴァールバル諸島から発見されたクリオプテリギウスの模式種 Cryopterygius kristiansenae がウンドロサウルスの模式種 U. gorodischensis のシノニムにあたることが前肢をはじめとする形態学的特徴から示唆されている。上腕骨は前後方向に伸びた近位端・発達していない転子後背・縮小した三角筋稜といった特徴が、尺骨は基端側に伸びており軟骨外骨化は起きていないという特徴が挙げられている。

## 系統
オフタルモサウルス科における位置づけには諸説あり、決着はついていない。2017年のケイルハウイアの原記載論文ではオフタルモサウルス亜科とプラティプテリギウス亜科が分岐する前に枝分かれした基盤的な属とされている。しかし前肢の構造がクリオプテリギウスやパラオフタルモサウルスに類似していることから、Arkhangelsky が執筆した2014年の論文ではオフタルモサウルス亜科に分類されている。Nikolay G Zverkov による2019年の論文では、上記のクリオプテリギウスの模式種とウンドロサウルスの模式種がシノニムであるとした上でプラティプテリギウス亜科に位置付けられた。

## 語源
Vladimir M. Efimov が1999年にウンドロサウルスを命名した。模式種はU. gorodischensisであり、タイプ標本が発見された地名 Gorodische にちなむ。U. trautscholdi は本種の模式標本の化石を収集し記載した地質学者 H. Trautschold を称えたものである。